# Портрет Николая Васильевича Дехтерева
«Портрет Николая Васильевича Дехтерева» — картина Джорджа Доу и его мастерской из Военной галереи Зимнего дворца.
Картина представляет собой погрудный портрет генерал-майора Николая Васильевича Дехтерева из состава Военной галереи Зимнего дворца.
С начала Отечественной войны 1812 года генерал-майор Дехтерев был шефом Ольвиопольского гусарского полка и в рядах Дунайской армии сражался на Волыни со вспомогательным австро-саксонским корпусом а затем совершил рейд по тылам Великой армии в Великом герцогстве Варшавском, после чего сражался на Березине, захватил Ковно и Вильно. В Заграничных походах 1813—1814 годов также был во многих сражениях.
Изображён в генеральском мундире, введённом для кавалерийских генералов 6 апреля 1814 года. Слева на груди звезда ордена Св. Анны 1-й степени; на шее кресты орденов Св. Георгия 3-го класса и ордена Св. Владимира 2-й степени; по борту мундира крест прусского ордена Пур ле мерит; справа на груди крест баварского Военного ордена Максимилиана Иосифа 3-й степени, золотой крест «За взятие Базарджика», серебряная медаль «В память Отечественной войны 1812 года» на Андреевской ленте, бронзовая дворянская медаль «В память Отечественной войны 1812 года» на Владимирской ленте и звезда ордена Св. Владимира 2-й степени. С тыльной стороны картины надпись: Dechtereff. Подпись на раме: Н. В. Дехтеревъ 2й, Генералъ Маiоръ.
7 августа 1820 года Комитетом Главного штаба по аттестации Дехтерев был включён в список «генералов, заслуживающих быть написанными в галерею» и 28 августа 1823 года император Александр I приказал написать его портрет. Гонорар Доу был выплачен 4 апреля и 29 декабря 1824 года. Готовый портрет был принят в Эрмитаж 7 сентября 1825 года.
В 1840-х годах в мастерской Карла Края по рисунку И. А. Клюквина с портрета была сделана литография, опубликованная в книге «Император Александр I и его сподвижники» и впоследствии неоднократно репродуцированная.